# Stu Phillips
Pour les articles homonymes, voir Phillips.
Stuart Phillips, dit Stu Phillips, est un compositeur et chef d'orchestre américain, né le 9 septembre 1929.
Il fonde le label Colpix Records en 1958.
Il est notamment célèbre pour avoir composé la musique des séries télévisées Galactica et K 2000.

## Biographie
Dans la collection Song Book du label Capitol, il publie des albums easy listening, avec l'orchestre Hollyridge Strings (en), reprenant des chansons populaires de musiciens ou de groupes tels Elvis Presley, Nat King Cole, The Beatles et The Beach Boys.
Durant sa carrière, il compose et produit la musique pour de nombreuses productions cinématographiques et télévisuelles.

## Filmographie
Sauf indication contraire, les informations mentionnées dans cette section peuvent être confirmées par la base de données cinématographiques IMDb,  présente dans la section « Liens externes ».

### Compositeur

#### Cinéma

##### Longs métrages
- 1961 : Mad Dog Coll de Burt Balaban
- 1963 : Les Pieds dans le plat (The Man from the Diner's Club) de Frank Tashlin
- 1964 : Ride the Wild Surf de Don Taylor et Phil Karlson
- 1966 : Un truand (Dead Heat on a Merry-Go-Round) de Bernard Girard
- 1967 : Le Retour des anges de l'enfer (Hells Angels on Wheels) de Richard Rush
- 1968 : Le Jeu de la mort (The Name of the Game Is Kill) de Gunnar Hellström
- 1968 : Angels from Hell (en) de Bruce Kessler
- 1969 : 2000 Years Later de Bert Tenzer
- 1969 : La Cavale infernale (Run, Angel, Run!) de Jack Starrett
- 1969 : Follow Me (documentaire) de Gene McCabe
- 1969 : Le Piège à pédales (The Gay Deceivers) de Bruce Kessler
- 1969 : Venus in Furs de Jesús Franco (non crédité)
- 1970 : Les Machines du diable (The Losers) ou (Nam's Angels) de Jack Starrett
- 1970 : Orgissimo (Beyond the Valley of the Dolls) de Russ Meyer
- 1970 : The Curious Female de Paul Rapp
- 1970 : The Red, White, and Black de John 'Bud' Cardos
- 1970 : Savage Intruder de Donald Wolfe
- 1971 : Jud de Gunther Collins
- 1971 : Simon, King of the Witches de Bruce Kessler
- 1971 : The Seven Minutes de Russ Meyer
- 1971 : Revenge Is My Destiny de Joseph Adler
- 1972 : Pickup on 101 (en) de John Florea
- 1974 : How to Seduce a Woman (en) de Charles Martin
- 1974 : Macon County Line de Richard Compton
- 1974 : Throw Out the Anchor! de John Hugh
- 1975 : The Meal de R. John Hugh
- 1978 : Galactica : La Bataille de l'espace (Battlestar Galactica) de Richard Colla
- 1979 : Buck Rogers au 25ème siècle (Buck Rogers in the 25th Century) de Daniel Haller
- 1979 : Fast Charlie... the Moonbeam Rider de Steve Carver

##### Courts métrages
- 1963 : Rockabye the Infantry de Don Taylor
- 2004 : Hollywood Goes to the Bowl 2004 de Steve Binder

#### Télévision

##### Séries télévisées
- 1958 : The Donna Reed Show
- 1966 : The Monkees
- 1971 : The NBC Mystery Movie[réf. nécessaire]
- 1975 : Switch
- 1977 : The Hardy Boys/Nancy Drew Mysteries
- 1978 : Evening in Byzantium (mini-série)
- 1978 : Galactica (Battlestar Galactica)
- 1979 : Buck Rogers (Buck Rogers in the 25th Century)
- 1981 : L'Homme qui tombe à pic (The Fall Guy)
- 1982 : Chicago Story
- 1982 : K 2000 (Knight Rider)
- 1983 : Automan
- 1985 : Half Nelson
- 1987 : Police 2000 (The Highwayman)

##### Téléfilms
- 1973 : L'Homme qui valait trois milliards : Vin, Vacances et Vahinés (The Six Million Dollar Man: Wine, Women and War) de Russ Mayberry
- 1977 : Benny and Barney: Las Vegas Undercover de Ron Satlof
- 1978 : Windows, Doors & Keyholes de Leonard Stern
- 1978 : La Riposte de l'homme-araignée (Spider-Man Strikes Back) de Ron Satlof
- 1980 : Battles: The Murder That Wouldn't Die de Ron Satlof
- 1980 : Meurtres sous le soleil (Waikiki) de Ron Satlof
- 1980 : La Conquête de la Terre (Conquest of the Earth) de Barry Crane, Sidney Hayers, Sigmund Neufeld Jr.
- 1981 : Piège à minuit (Midnight Lace) de Ivan Nagy
- 1982 : Le Trésor d'Al Capone (Terror at Alcatraz) de Sidney Hayers
- 1982 : Rooster (en) de Russ Mayberry
- 1985 : Flynn, agent double (In Like Flynn) de Richard Lang
- 1989 : The Road Raiders de Richard Lang